# 金子薫園
金子 薫園（かねこ くんえん、1876年11月30日 - 1951年3月30日）は、明治期から昭和期にかけての日本の歌人。歌風は平明温雅。

## 人物
東京府神田淡路町生まれ。旧名・武山雄太郎。歌人の武山英子は妹。幼少より病弱のため、学齢に達してもすぐに小学校に入らず、家で父から『日本外史』『十八史略』などの素読を受けた。外祖父の養子となり金子姓になる。東京府立尋常中学校（現・東京都立日比谷高等学校）に入学するも、腹膜炎にかかり中退。
1893年（明治26年）に落合直文の浅香社に入門。直文最初期の弟子である。同門の与謝野鉄幹らとともに和歌革新運動に加わるが、鉄幹とは後にたもとを分かってゆくことになる。佐藤義亮の創刊した『新声』の社員となり、同僚には高須梅渓や千葉亀雄がいた。1897年（明治30年）、尾上柴舟とともに『新声』の短歌欄選者となる。1902年（明治35年）、柴舟と『叙景詩』を発刊。1903年（明治36年）10月に白菊会を結成し、『新声』に投稿していた土岐善麿、平井晩村、吉植庄亮、田波御白といった青年歌人たちが薫園を慕って集った。白菊会は『明星』のロマン主義に対抗し、写実主義の方法から自然主義文学の先駆をなした。佐藤義亮が『新声』を手放した後に創刊した『新潮』でも引き続き短歌欄を担当し、『文章倶楽部』の編集にも携わった。大正期以降は文章入門の実用書も執筆した。1922年（大正11年）には新潮社の調査部長に就任した。
戦後の1948年（昭和23年）、日本芸術院会員となる。
翌1949年（昭和24年）5月10日、金子を含む日本芸術院会員9人が皇居に招かれ、午餐の御陪食を賜る。食後のお茶の席で「天顔に咫尺しまつるかしこさに凡下の悩み拭ふごと消す」を朗詠をする。
墓所は文京区明王院。

## 作風
都会生まれの平淡な温雅さを滲ませた詠風で、時流に変化を見せながらも和歌の普及に貢献した。幕末の歌人・井上文雄の洒脱な江戸前の歌風に憧れ、生涯を和服で通し夜の銀座を愛すなど、神田生まれらしい古風なダンディズムを貫いた。竹内栖鳳をはじめとした画家との交流が多く、その影響で絵画的観点から叙景詩運動を展開した。昭和期に入ると自由律短歌運動に共鳴したが、歌人としての業績は大正初期まででそのほとんどを終えたとみなされている。
- ひとむらの芙蓉のはなにかぜ見えててらのあさ庭ひよ鳥のこゑ （叙景詩・寒菊）
- わが世をばおもひわづらふ柴の戸に梅が香さむき片われの月 （片われの月）
- あゝかくて生くべき今日の日に入りぬ、眩しかる陽に耳鳴りのする （覺めたる歌）

## 著書
- 片われ月・蕭々集 （新声社 1901.1）
- 叙景詩 （尾上柴舟共編 新声社 1902.1）
- 小詩国 （新潮社 1905.7）
- 和歌入門 （新潮社 1906.12）
- わがおもひ （弘成館 1907.3）
- 和歌新辞典 （新潮社 1909.3）
- 書簡文捷径 （新潮社 1910.5）
- 覚めたる歌 （春陽堂 1910.3）
- 文話歌話 （大同館 1911.11）
- 山河 （新潮社 1911.12）
- 作歌新辞典 （新潮社 1912.5）
- 作歌練習法 （新潮社 1913）
- 草の上 （新潮社 1914）
- 自然と愛 （新潮社 1916）
- 叙景文練習法 （新潮社 1916）
- 星空 （新潮社 1917）
- 誰でもわかる文章の作り方 （新潮社 1917）
- 青流 （新潮社 1918）
- 練習の実際よい文悪い文 （新潮社 1918）
- 静まれる樹 （新潮社 1920）
- 金子薫園全集 （新潮社 1925）
- 作歌の第一歩 （新潮社 1926）
- 新選金子薫園集 （新潮社 1936）（新潮文庫 1942）
- 歌の作り方 （新潮社 1936）
- 白鷺集 （新潮社 1937）
- 皇国百人一首 編 （文明社 1942）
- 朝蜩 （青磁社 1943）